# Virgem (álbum)
| Críticas profissionais | Críticas profissionais |
| Avaliações da crítica  | Avaliações da crítica  |
| Fonte                  | Avaliação              |
| ---------------------- | ---------------------- |
| allmusic               | [ 1 ]                  |

Virgem é o sétimo álbum de estúdio da cantora e compositora Marina, lançado em 1987. Segundo o Jornal do Brasil o álbum vendeu mais de 160 mil cópias em 1987.
Foi também o primeiro álbum da artista a ser lançado em CD na época.

## Faixas
Lado Um
| N.º | Título                                                  | Duração |  |
| 1.  | "Pseudo-Blues" (Nico Rezende, Jorge Salomão)            | 4:22    |  |
| 2.  | "Zerando" (Marina Lima, Antônio Cícero)                 | 4:13    |  |
| 3.  | "Preciso Dizer Que te Amo" (Dé, Cazuza, Bebel Gilberto) | 3:11    |  |
| 4.  | "Hearts" (Jesse Barish)                                 | 5:07    |  |
| 5.  | "Prestes a Voar" (Marina Lima, Antônio Cícero)          | 3:16    |  |

Lado Dois
| N.º | Título                                  | Duração |  |
| 6.  | "Virgem" (Marina Lima, Antônio Cícero)  | 4:01    |  |
| 7.  | "Uma Noite e 1/2" (Renato Rocketh)      | 4:42    |  |
| 8.  | "Confessional" (Marina Lima)            | 2:24    |  |
| 9.  | "Doce Espera" (Marina Lima)             | 4:16    |  |
| 10. | "1° de Abril (Eu Negar?)" (Marina Lima) | 1:39    |  |

## Ficha técnica
- Produzido por: Leo Gandelmam
- Direção Artística: Marina Lima
- Assessoria Conceitual: Antonio Cicero
- Assistente de Produção: Paulinho Fructuoso
- Coordenação de Produção: Maria Helena
- Arranjos de todas as faixas: Marina, Leo e banda, exceto na faixa “Pseudo Blues”: Marina e Nico Rezende
- Programação de MC-500 e Sampler: Torcuato Mariano
- Engenheiro de Gravação: Marcio Gama
- Auxiliares de Gravação: Carlinhos, Barroso e Arthur Bello
- Arregimentador: Paschoal Perrota
- Mixagem Digital: Marcio Gama, Leo e Marina
- Montagem Digital: Marcus Adriano
- Corte Digital: Américo e José Antonio
- Supervisão de Processo Digital: Luigi Hoffer e Jorge Freitas
- Capa: Fabiana Kherlakian
- Fotos: Nando Buco
- Arte: Antonio Carlos Portinho

## Tabelas
| Tabela musical (1988)  | Posição |
| ---------------------- | ------- |
| Brasil (Nopem)         | 2       |
| Brasil (O Globo - MPB) | 1       |

| Tabela musical (1988) | Posição |
| --------------------- | ------- |
| Brasil (Nopem)        | 10      |